# Junto
Junto (auch: Lederschurzenklub) ist ein 1727 gegründeter Selbsterziehungsclub von Benjamin Franklin und 12 seiner Freunde. Man traf sich jeden Freitagabend und stellte dort zu den Themen Moral, Politik und Physik Fragen, welche dann in der Gruppe diskutiert wurden. Bei ihrer Aufnahme hatten Bewerber vier Fragen zu beantworten:
- ob sie eines der Klubmitglieder missachteten,
- ob sie andere Personen – gleich welcher Religion oder welchen Berufes – achteten,
- ob ein Mensch aufgrund seiner Ansichten oder Religionszugehörigkeit verfolgt werden dürfe und
- ob der Bewerber die Wahrheit um ihrer selbst willen liebe.

Die während der Zusammenkünfte des Junto diskutierten Themen erstreckten sich von der Frage, warum sich über einem kalten Krug Kondensation bildete, bis hin zu Fragen wie „Was macht Freude aus?“ oder „Wenn eine Regierung einem Bürger seine Rechte versagt, hat er dann ein Recht auf Widerstand?“ Alle drei Monate hatte jeder einen Vortrag zu einem eigenen Manuskript oder einem anderen bevorzugten Thema zu halten.
Die Vereinigung bestand 40 Jahre lang und war mit der Ursprung der American Philosophical Society.